# 1938
- Wikisource

| Calendário gregoriano                                                        | 1938 MCMXXXVIII                     |
| Ab urbe condita                                                              | 2691                                |
| Calendário arménio                                                           | 1387 – 1388                         |
| Calendário bahá'í                                                            | 94 – 95                             |
| Calendário budista                                                           | 2482                                |
| Calendário chinês                                                            | 4634 – 4635 Início a 31 de janeiro  |
| Calendário copta                                                             | 1654 – 1655                         |
| Calendário etíope                                                            | 1930 – 1931                         |
| Calendários hindus - Vikram Samvat - Calendário nacional indiano - Cáli Iuga | 1993 – 1994 1859 – 1860 5038 – 5039 |
| Calendário Holoceno                                                          | 11938                               |
| Calendário islâmico                                                          | 1357 – 1358                         |
| Calendário judaico                                                           | 5698 – 5699 Início a 26 de setembro |
| Calendário persa                                                             | 1316 – 1317 Início a 21 de março    |
| Calendário rúnico                                                            | 2188                                |
| Calendário solar tailandês                                                   | 2481                                |

1938 (MCMXXXVIII, na numeração romana)  foi um ano comum do século XX do actual Calendário Gregoriano, da Era de Cristo, e a sua letra dominical foi B (52 semanas), teve início a um sábado e terminou também a um sábado. Segundo o horóscopo chinês, foi o ano do Tigre, começando a 31 de janeiro.
| Ano completo                   |
| ------------------------------ |
| Ano comum com início ao sábado |

## Eventos
- 11 de março
  - Levante Integralista: 
    - Simpatizantes da extinta AIB, revoltados contra o rumo do Estado Novo, tentam tomar o 3º e 5º Batalhão de Infantaria, no Rio de Janeiro, e sublevar o Comando Geral dos Fuzileiros Navais, mas falham.[1]
    - Grupo de 80 integralistas atacam a sede do Poder Executivo, o Palácio do Catete, visando depor ou assassinar Getúlio Vargas, tomando o poder. O levante é derrotado, Plínio Salgado, fundador da AIB, é preso e depois exilado.[1]
- 4 de junho e 19 de junho - Terceira Copa do Mundo FIFA. A sede foi a França e a Itália se tornou bicampeã de forma consecutiva.

- 27 de julho - O cangaceiro Lampião foi morto e degolado na fazenda de Angicos, no sertão do estado de Sergipe com sua companheira Maria Bonita e mais nove companheiros de crime.
- 16 de novembro - O químico suíço Albert Hofmann sintetiza o LSD pela primeira vez na história.[2]

## Nascimentos

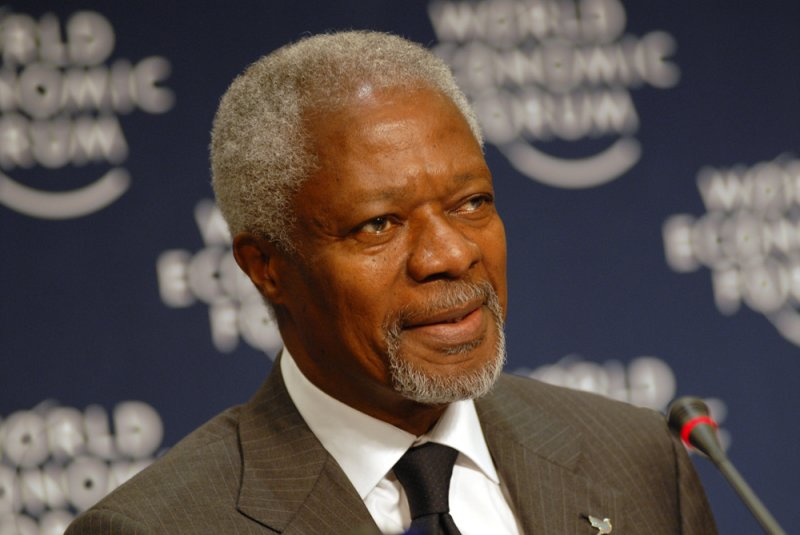
Kofi Annan

- 2 de janeiro - Goh Kun, presidente da Coreia do Sul em 2004 e primeiro-ministro de 1997 a 1998 e de 2003 a 2004
- 5 de janeiro - Rei D. Juan Carlos de Espanha, rei de Espanha de 1975 a 2014.
- 16 de janeiro - Jô Soares escritor e apresentador brasileiro (m. 2022).
- 23 de fevereiro - Diane Varsi, atriz norte-americana (m. 1992).
- 4 de março - Alpha Condé, presidente da Guiné-Conacri desde 2010.
- 8 de abril - Kofi Annan, diplomata da República do Gana, 8º secretário-geral da ONU e Nobel da Paz 2001 (m. 2018).[3]
- 24 de maio - Tommy Chong, ator, comediante, músico e ativista canadense.
- 2 de setembro - Gloria Münchmeyer, atriz chilena.
- 4 de setembro - Leonard Frey, ator norte-americano (m. 1988).
- 9 de outubro - Heinz Fischer, é um político austríaco e presidente da Áustria desde 2004.[4]
- 22 de outubro - Christopher Lloyd, ator, dublador e comediante norte-americano que ficou conhecido por interpretar o personagem Emmett Brown, na renomada trilogia Back to the Future, em 1985.
- 2 de novembro - Jay Black, cantor americano, líder do grupo vocal "Jay and The Americans"
- 29 de dezembro - Manuela Eanes, primeira-dama de Portugal de 1976 a 1986 esposa do general António Ramalho Eanes.

## Mortes
- 10 de julho - Alexander Zaïd, sionista russo (n. 1886).
- 28 de julho - Virgulino Ferreira da Silva , vulgo Lampião, cangaceiro mais famoso do Nordeste. (n. 1898).
- 4 de outubro - José Luis Tejada Sorzano, presidente da Bolívia de 1934 a 1936 (n. 1882).
- 10 de novembro - Kemal Atatürk, militar, presidente da Turquia de 1923 a 1938 e primeiro-ministro da Turquia de 1920 a 1921. (n. 1881).

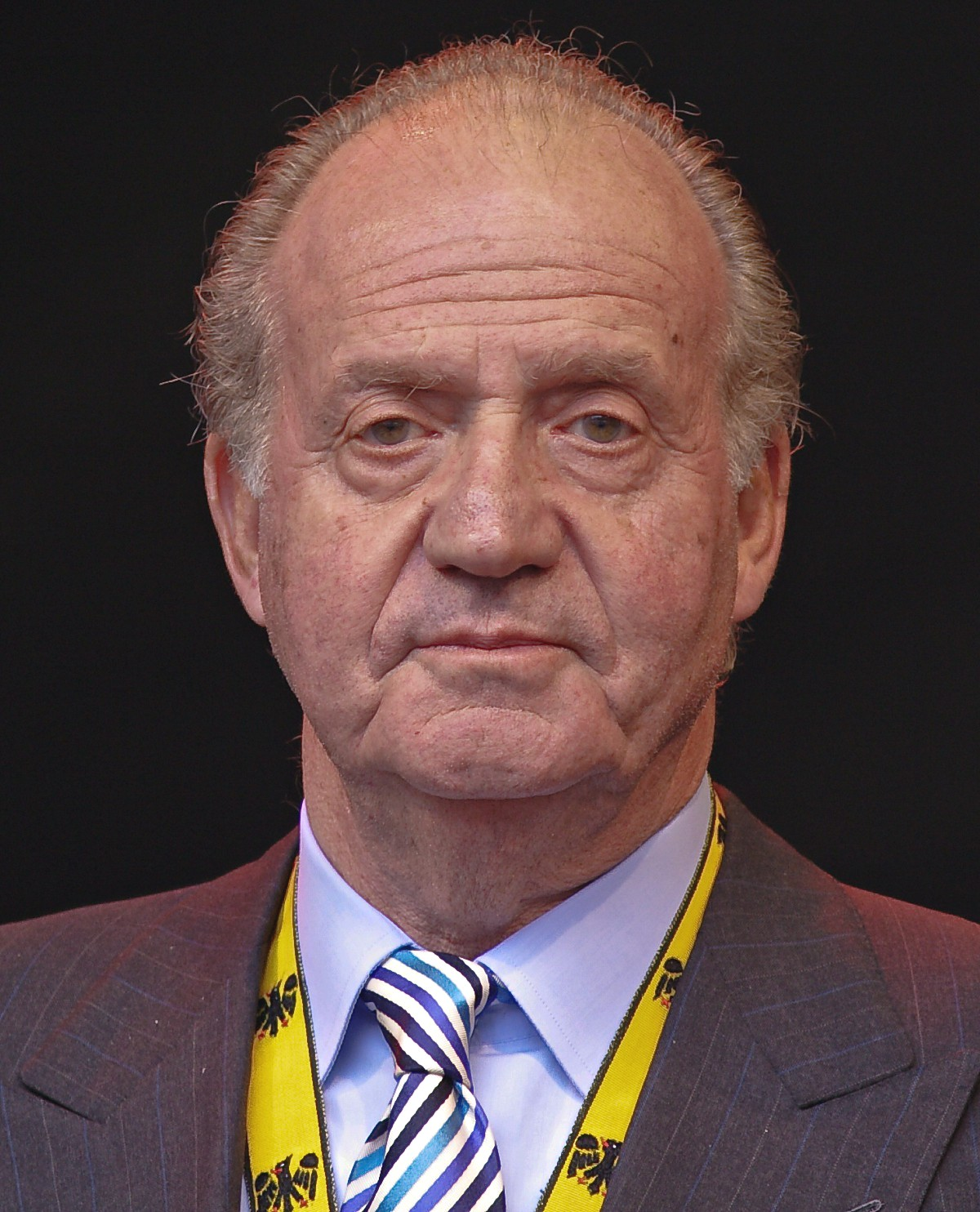
Rei D. Juan Carlos de Espanha

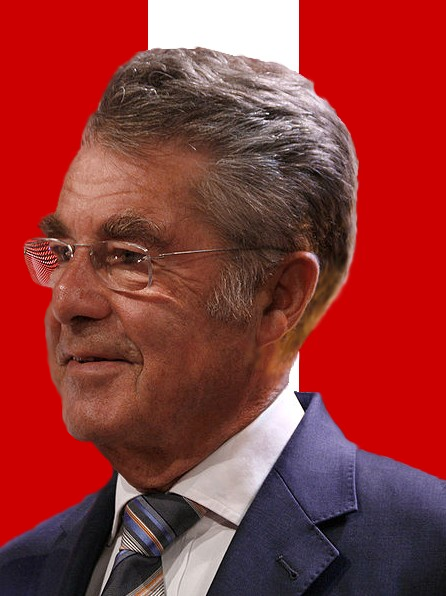
Heinz Fischer

## Prêmio Nobel
- Física - Enrico Fermi.[5]
- Química - Richard Kuhn.[6]
- Medicina - Corneille Jean François Heymans.[7]
- Literatura - Pearl S. Buck.[8]
- Paz - Comitê Internacional Nansen para os Refugiados.[3]

## Por tema
- 1938 na arte
- 1938 no Brasil
- 1938 na ciência
- 1938 no cinema
- 1938 no desporto
- Divisões administrativas em 1938
- 1938 no jornalismo
- 1938 na literatura
- 1938 na música
- 1938 na política
- 1938 na rádio
- 1938 no teatro
- 1938 na televisão